# Vucherens
Vucherens är en ort och kommun  i distriktet Broye-Vully i kantonen Vaud, Schweiz. Kommunen har 635 invånare (2023).